# NGC 1662
NGC 1662 (również OCL 470) – gromada otwarta znajdująca się w gwiazdozbiorze Oriona. Została odkryta 18 stycznia 1784 roku przez Williama Herschela. Jest położona w odległości ok. 1,4 tys. lat świetlnych od Słońca.